# إيكسان (إيكسان)
إيكسان هي إحدى مشيخات المملكة المغربية، تتبع جغرافيا لإقليم الناظور وإداريًا لإيكسان. يقدر عدد سكانها بـ 9001 نسمة حسب الإحصاء الرسمي للسكان والسكنى لسنة 2004.